# Épreville-près-le-Neubourg
Pour les articles homonymes, voir Épreville (homonymie) et Neubourg.
Épreville-près-le-Neubourg est une commune française située dans le département de l'Eure en région Normandie.

## Géographie

### Localisation

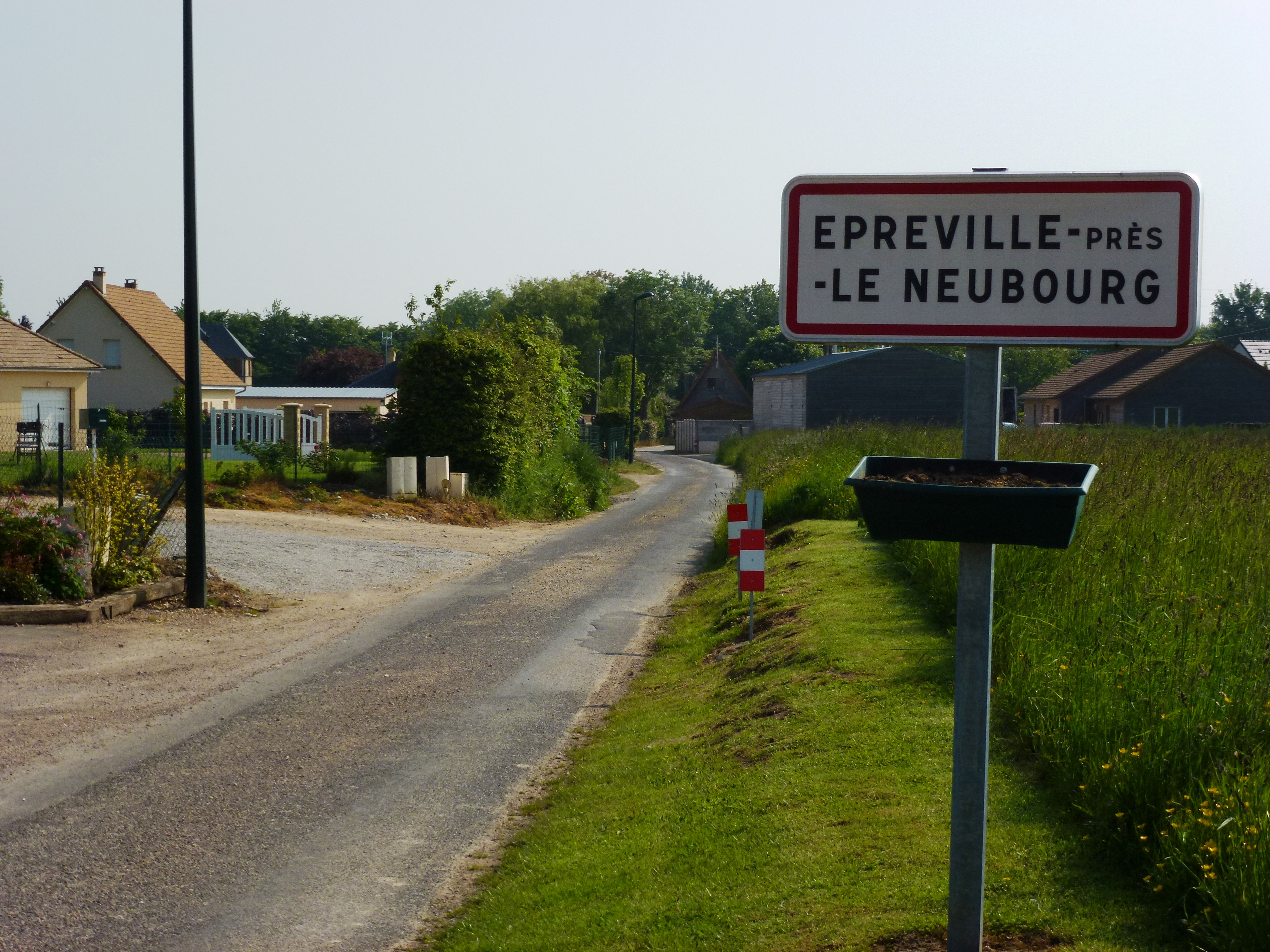
Entrée du village.

Épreville-près-le-Neubourg est une commune du plateau du Neubourg, dans le centre du département de l'Eure.

### Communes limitrophes
|                          | Villez-sur-le-Neubourg     | Le Neubourg                       |
| Écardenville-la-Campagne | Épreville-près-le-Neubourg | Le Neubourg Le Tremblay-Omonville |
|                          | Combon                     |                                   |

### Hydrographie
La commune est située dans le bassin Seine-Normandie. Elle n'est drainée par aucun cours d'eau,.

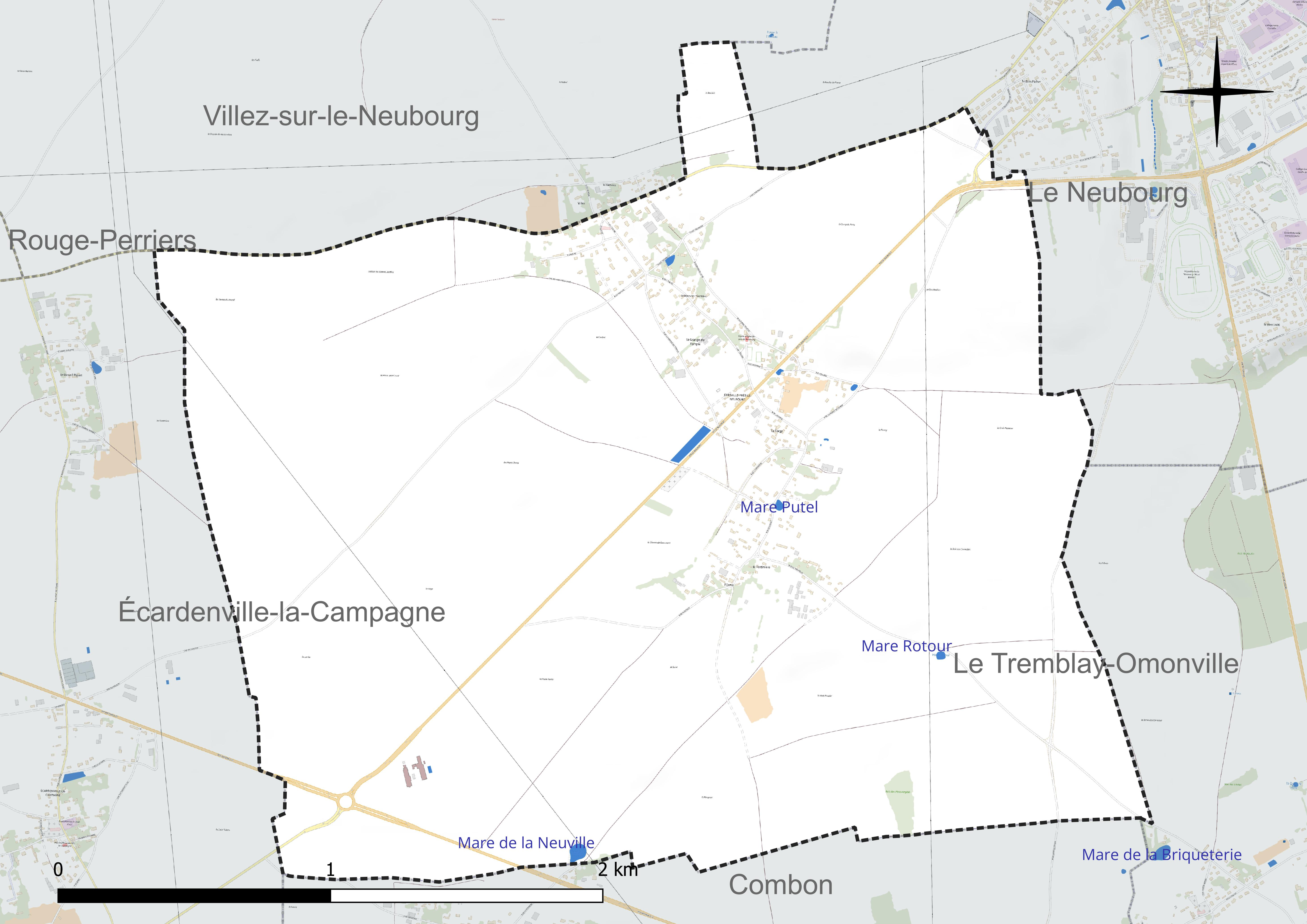
Réseau hydrographique d'Épreville-près-le-Neubourg.

Trois plans d'eau complètent le réseau hydrographique : la mare de la Neuville (0,3 ha), la mare Putel (0,1 ha) et la mare Rotour (0,1 ha),.

### Climat
Pour des articles plus généraux, voir Climat de la Normandie et Climat de l'Eure.
En 2010, le climat de la commune est de type climat océanique dégradé des plaines du Centre et du Nord, selon une étude du CNRS s'appuyant sur une série de données couvrant la période 1971-2000. En 2020, Météo-France publie une typologie des climats de la France métropolitaine dans laquelle la commune est exposée à un climat océanique et est dans la région climatique  Côtes de la Manche orientale, caractérisée par un faible ensoleillement (1 550 h/an) ; forte humidité de l’air (plus de 20 h/jour avec humidité relative > 80 % en hiver), vents forts fréquents. Parallèlement le GIEC normand, un groupe régional d’experts sur le climat, différencie quant à lui, dans une étude de 2020, trois grands types de climats pour la région Normandie, nuancés à une échelle plus fine par les facteurs géographiques locaux. La commune est, selon ce zonage, exposée à un « climat des plateaux abrités », correspondant aux plaines agricoles de l’Eure, avec une pluviométrie beaucoup plus faible que dans la plaine de Caen en raison du double effet d’abri provoqué par les collines du Bocage normand et par celles qui s’étendent sur un axe du Pays d'Auge au Perche.
Pour la période 1971-2000, la température annuelle moyenne est de 10,3 °C, avec  une amplitude thermique annuelle de 13,7 °C. Le cumul annuel moyen de précipitations est de 735 mm, avec 11,7 jours de précipitations en janvier et 8,2 jours en juillet. Pour la période 1991-2020, la température moyenne annuelle observée sur la station météorologique la plus proche, située sur la commune de Brionne à 13 km à vol d'oiseau, est de 11,5 °C et le cumul annuel moyen de précipitations est de 791,7 mm,. Pour l'avenir, les paramètres climatiques de la commune estimés pour 2050 selon différents scénarios d’émission de gaz à effet de serre sont consultables sur un site dédié publié par Météo-France en novembre 2022.

### Milieux naturels et biodiversité
L’église, le cimetière et l'if sont des  Site classé (1934).

## Urbanisme

### Typologie
Au 1er janvier 2024, Épreville-près-le-Neubourg est catégorisée commune rurale à habitat dispersé, selon la nouvelle grille communale de densité à 7 niveaux définie par l'Insee en 2022.
Elle est située hors unité urbaine. Par ailleurs la commune fait partie de l'aire d'attraction du Neubourg, dont elle est une commune de la couronne,. Cette aire, qui regroupe 13 communes, est catégorisée dans les aires de moins de 50 000 habitants,.

### Occupation des sols
L'occupation des sols de la commune, telle qu'elle ressort de la base de données européenne d’occupation biophysique des sols Corine Land Cover (CLC), est marquée par l'importance des territoires agricoles (92,6 % en 2018), en diminution par rapport à 1990 (93,6 %). La répartition détaillée en 2018 est la suivante : 
terres arables (92,6 %), zones urbanisées (7,4 %). L'évolution de l’occupation des sols de la commune et de ses infrastructures peut être observée sur les différentes représentations cartographiques du territoire : la carte de Cassini (XVIIIe siècle), la carte d'état-major (1820-1866) et les cartes ou photos aériennes de l'IGN pour la période actuelle (1950 à aujourd'hui).

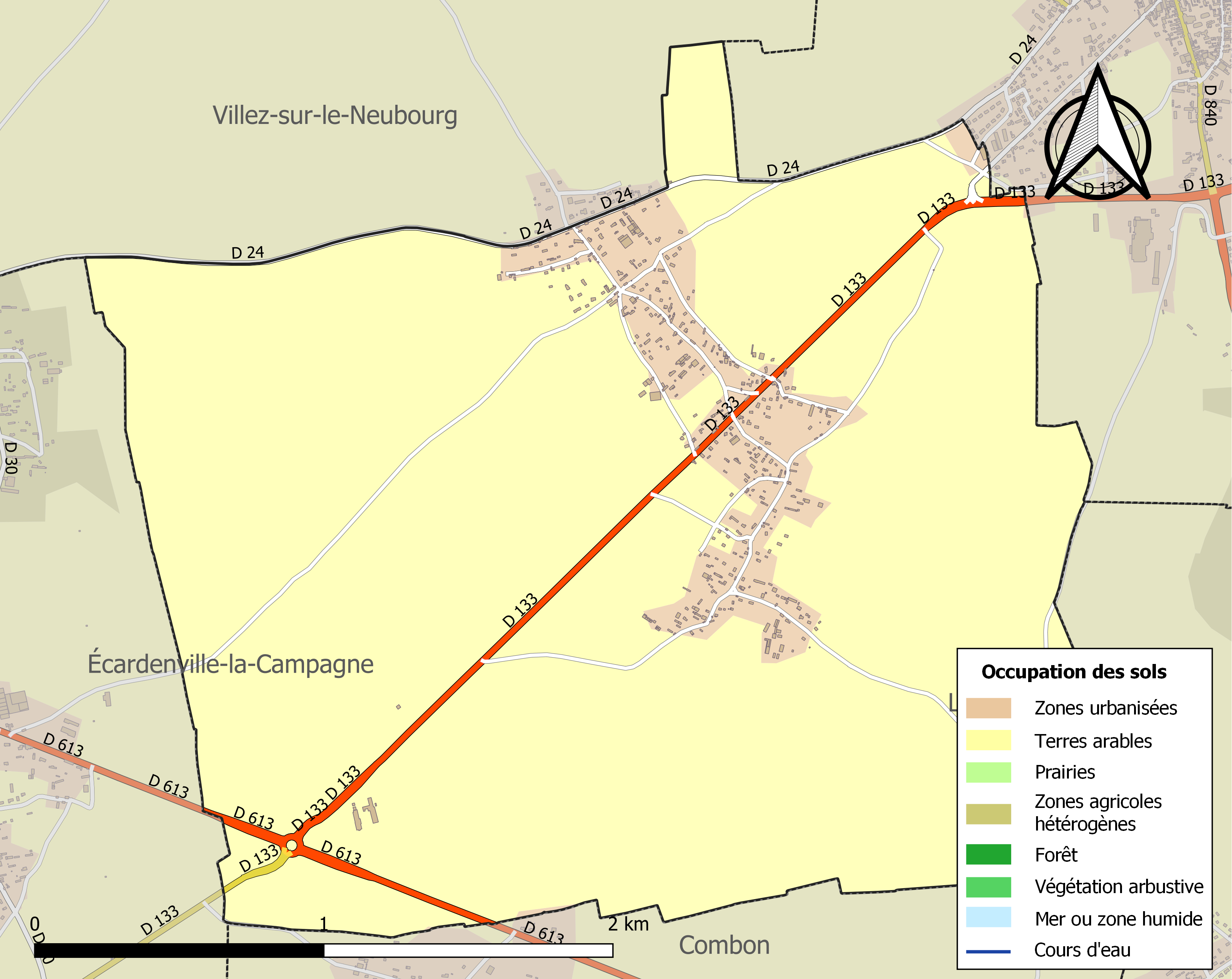
Carte des infrastructures et de l'occupation des sols de la commune en 2018 (CLC).

### Habitat et logement
En 2018, le nombre total de logements dans la commune était de 210, alors qu'il était de 206 en 2013 et de 175 en 2008.
Parmi ces logements, 94,3 % étaient des résidences principales, 3,4 % des résidences secondaires et 2,3 % des logements vacants. Ces logements étaient pour 100 % d'entre eux des maisons individuelles et pour 0 % des appartements.
Le tableau ci-dessous présente la typologie des logements à Épreville-près-le-Neubourg en 2018 en comparaison avec celle de l'Eure et de la France entière. Une caractéristique marquante du parc de logements est ainsi une proportion de résidences secondaires et logements occasionnels (3,4 %) inférieure à celle du département (6,3 %) mais supérieure à celle de la France entière (9,7 %). Concernant le statut d'occupation de ces logements, 86,5 % des habitants de la commune sont propriétaires de leur logement (88,2 % en 2013), contre 65,3 % pour l'Eure et 57,5 pour la France entière.
| Typologie                                               | Épreville-près-le-Neubourg | Eure | France entière |
| ------------------------------------------------------- | -------------------------- | ---- | -------------- |
| Résidences principales (en %)                           | 94,3                       | 85,4 | 82,1           |
| Résidences secondaires et logements occasionnels (en %) | 3,4                        | 6,3  | 9,7            |
| Logements vacants (en %)                                | 2,3                        | 8,3  | 8,2            |

## Toponymie
Le nom de la localité est attesté sous les formes Esprevilla en 1199 (cartulaire du Bec), Asprevilla en 1226 (charte de Saint-Étienne de Renneville), Esperville XVe siècle (dénombrement de la vicomté de Conches), Épreville-les-Neubourg en 1828 (L. Dubois).
Il s'agit d'une formation toponymique médiévale en -ville au sens ancien de « domaine rural ». Le premier élément d'un toponyme en -ville est généralement un anthroponyme.
Il s'agit sans doute de Sprot, nom de personne anglo-scandinave attesté dans le Domesday Book et que l'on rencontre dans les noms de lieux anglais Sproatley et Sprotbrough (en) (Sproteburg 1086). En effet, la plus ancienne forme connue pour un des Épreville est celle d’Épreville (Seine-Maritime, pays de Caux, Sproville vers 1025), en outre le type Épreville ne se rencontre qu'en Normandie dans la zone de diffusion de la toponymie anglo-scandinave. Cette hypothèse est renforcée par Épretot (Seine-Maritime, pays de Caux, Espretot 1131), composé avec l'élément -tot issu du vieux norrois topt, toft « propriété rurale avec habitation ». L'anthroponyme scandinave Sproti est en outre bien attesté en féroïen, sans doute issu du vieux norrois sproti « jeune pousse, chou » > anthroponyme *Sproti.
Le Neubourg est une commune voisine.

## Politique et administration

### Rattachements administratifs et électoraux

#### Rattachements administratifs
La commune se trouve depuis 1926 dans l'arrondissement d'Évreux du département de l'Eure.
Elle faisait partie depuis 1793 du canton du Neubourg. Dans le cadre du redécoupage cantonal de 2014 en France, cette circonscription administrative territoriale a disparu, et le canton n'est plus qu'une circonscription électorale.

#### Rattachements électoraux
Pour les élections départementales, la commune fait partie depuis 2014 d'un nouveau canton du Neubourg
Pour l'élection des députés, elle fait partie de la deuxième circonscription de l'Eure.

### Intercommunalité
Épreville-près-le-Neubourg est membre de la communauté de communes du Pays du Neubourg, un établissement public de coopération intercommunale (EPCI) à fiscalité propre créé en 2000 et auquel la commune a transféré un certain nombre de ses compétences, dans les conditions déterminées par le code général des collectivités territoriales.

### Politique locale
Le maire Jean-Christophe Pisani est condamné le 16 novembre 2021 à 5 mois de prison avec sursis pour violence habituelle sur sa compagne. En voulant verser un pot-de-vin à un journaliste du quotidien local Paris-Normandie pour qu'il ne taise son nom, Pisani se retrouve au cœur d'un effet Streisand. À la suite de la demande du conseil municipal, Jean-Christophe Pisani démissionne de son mandat de maire et de conseiller municipal en décembre 2020, entrainant l'organisation d'élections municipales partielles en février 2022.

### Liste des maires
| Période                                  | Période                     | Identité               | Étiquette            | Qualité |
| ---------------------------------------- | --------------------------- | ---------------------- | -------------------- | --- |
| Les données manquantes sont à compléter. |                             |                        |                      | |
| 1971                                     | 1983                        | Modeste Legouez        | CNI puis RI puis DVD | Agriculteur Sénateur de l'Eure (1959 → 1989) Conseiller général de Saint-Georges-du-Vièvre (1966 → 1982) Vice-président du conseil général de l'Eure (1973 → 1976) Conseiller régional (1973 → 1989) |
| Les données manquantes sont à compléter. |                             |                        |                      | |
| 2001                                     | 2008                        | Georges Lemaitre       |                      | |
| 2008                                     | décembre 2021               | Jean-Christophe Pisani | SE                   | Agent d'assurances Vice-président de la CC du Pays du Neubourg (2020 → 2021) Démissionnaire |
| février 2022                             | En cours (au 1er mars 2022) | Patrick Eliot          |                      | |

## Démographie
L'évolution du nombre d'habitants est connue à travers les recensements de la population effectués dans la commune depuis 1793. Pour les communes de moins de 10 000 habitants, une enquête de recensement portant sur toute la population est réalisée tous les cinq ans, les populations de référence des années intermédiaires étant quant à elles estimées par interpolation ou extrapolation. Pour la commune, le premier recensement exhaustif entrant dans le cadre du nouveau dispositif a été réalisé en 2005.

En 2022, la commune comptait 444 habitants, en évolution de −7,11 % par rapport à 2016 (Eure : −0,25 %, France hors Mayotte : +2,11 %).
| 1793 | 1800 | 1806 | 1821 | 1831 | 1836 | 1841 | 1846 | 1851 |
| ---- | ---- | ---- | ---- | ---- | ---- | ---- | ---- | ---- |
| 657  | 669  | 705  | 669  | 632  | 693  | 666  | 645  | 635  |

| 1856 | 1861 | 1866 | 1872 | 1876 | 1881 | 1886 | 1891 | 1896 |
| ---- | ---- | ---- | ---- | ---- | ---- | ---- | ---- | ---- |
| 626  | 580  | 598  | 560  | 551  | 551  | 549  | 483  | 414  |

| 1901 | 1906 | 1911 | 1921 | 1926 | 1931 | 1936 | 1946 | 1954 |
| ---- | ---- | ---- | ---- | ---- | ---- | ---- | ---- | ---- |
| 420  | 378  | 331  | 271  | 259  | 264  | 261  | 280  | 305  |

| 1962 | 1968 | 1975 | 1982 | 1990 | 1999 | 2005 | 2006 | 2010 |
| ---- | ---- | ---- | ---- | ---- | ---- | ---- | ---- | ---- |
| 306  | 279  | 335  | 332  | 349  | 361  | 421  | 423  | 498  |

| 2015 | 2020 | 2022 | - | - | - | - | - | - |
| ---- | ---- | ---- | - | - | - | - | - | - |
| 483  | 454  | 444  | - | - | - | - | - | - |

## Culture locale et patrimoine

### Lieux et monuments
L'église Saint-Pierre et la grange du Temple.

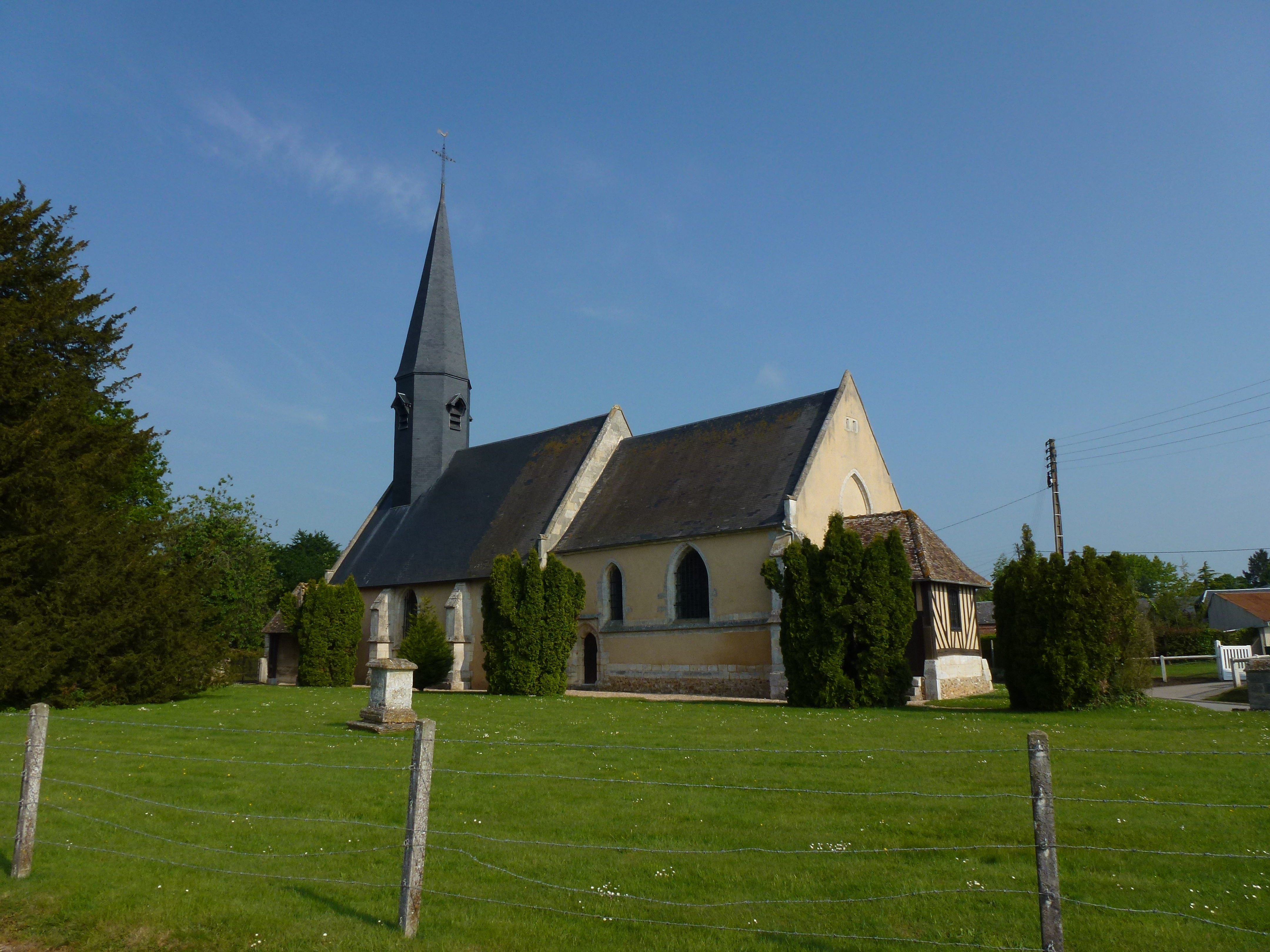
L'église
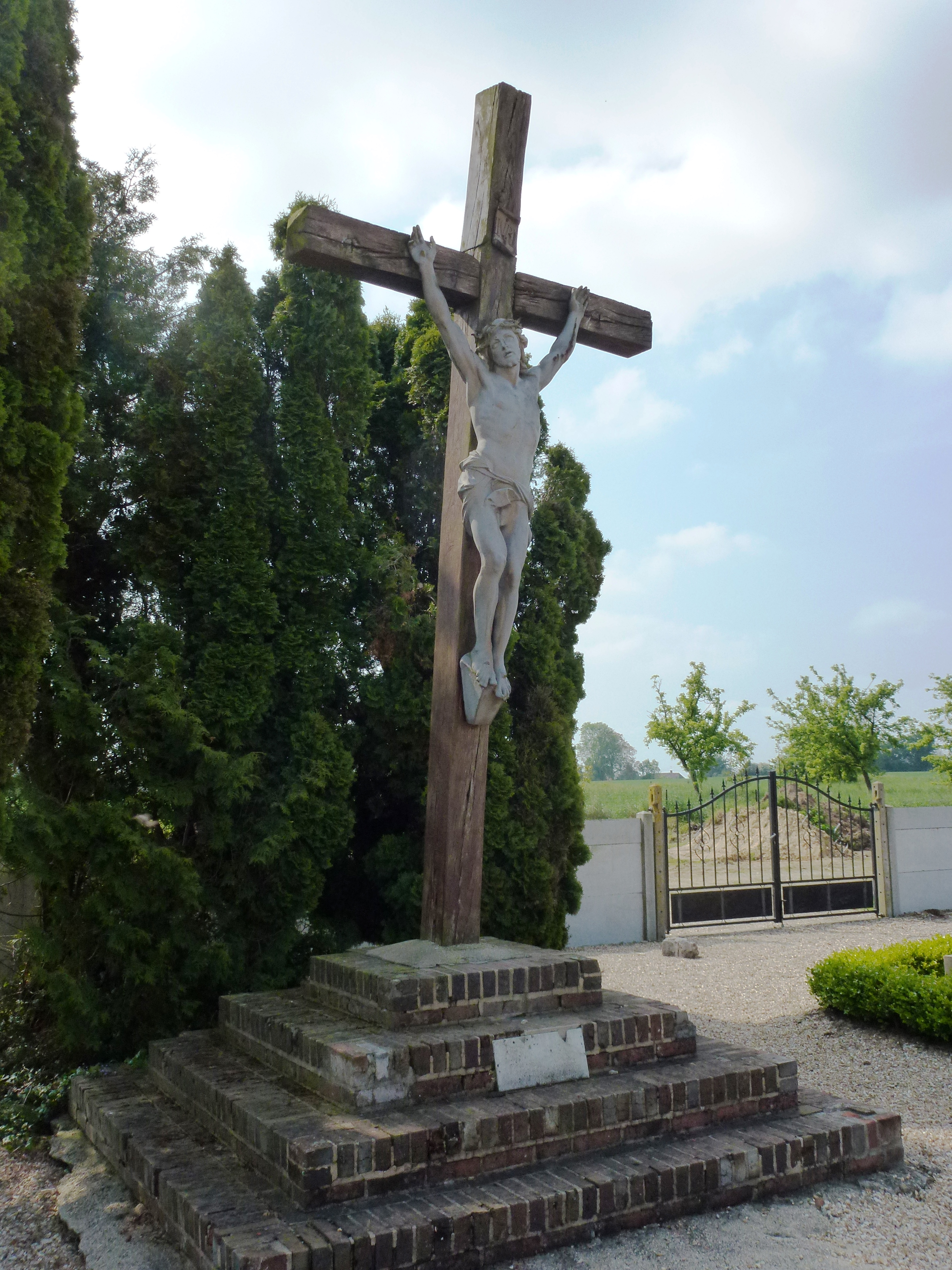
Croix de cimetière.
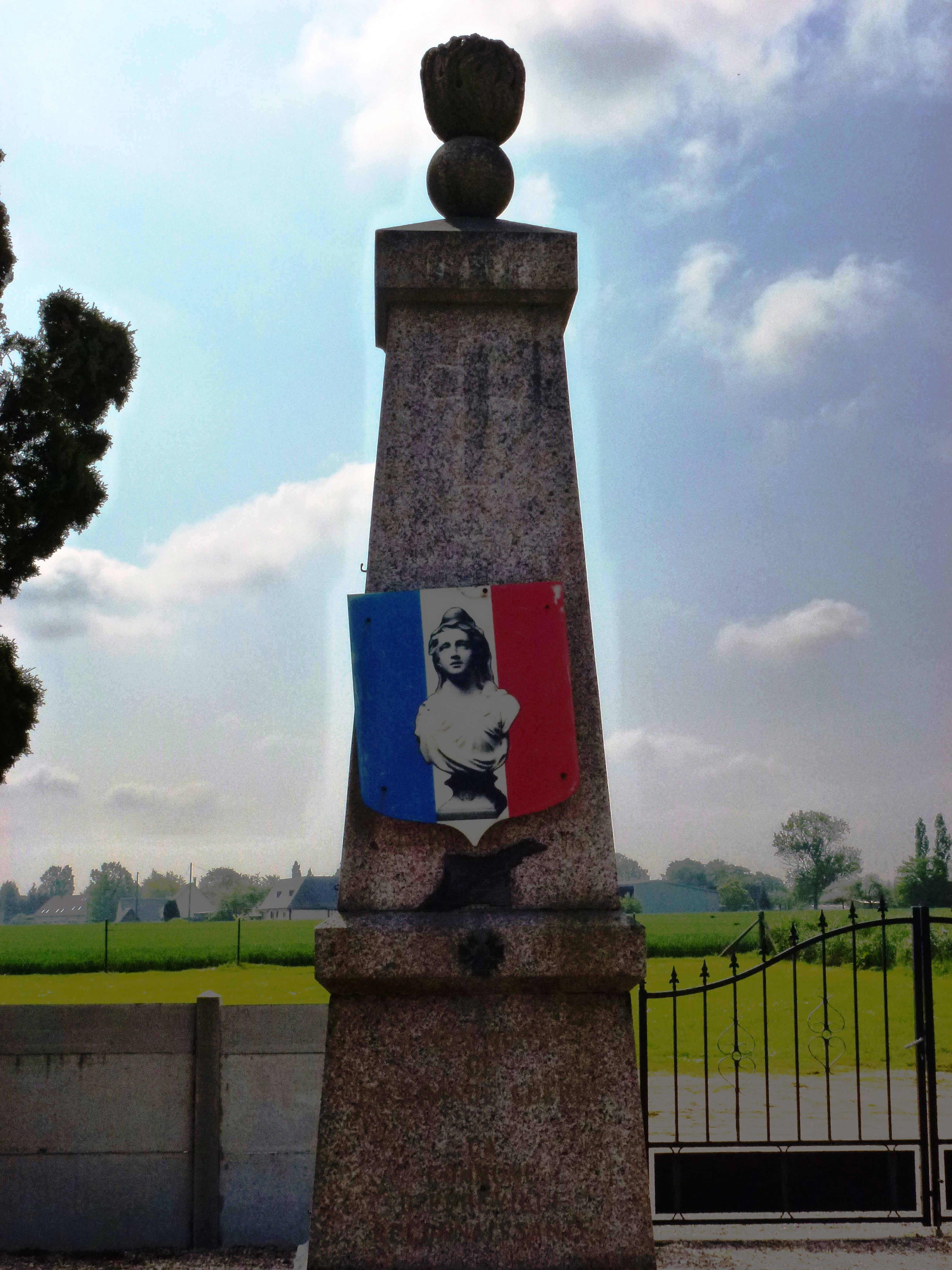
Le monument aux morts.
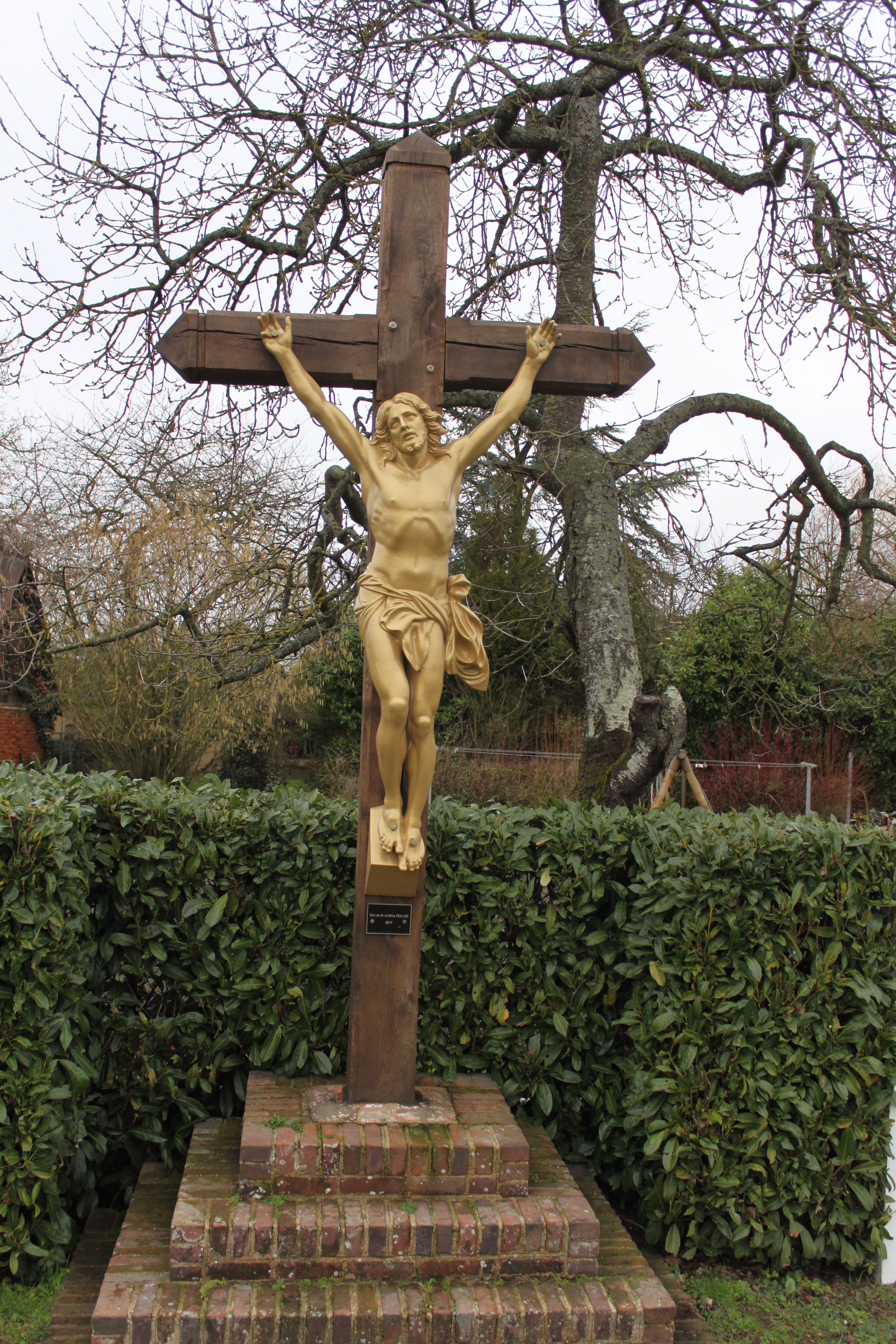
Calvaire sur la route D133 entre Beaumont-le-Roger et Le Neubourg

### Personnalités liées à la commune
Suzanne Fouché, native de la commune, fondatrice de LADPT.

### Héraldique
| Blason de Épreville-près-le-Neubourg | Blason  | Tiercé en pairle renversé : au 1er d'or à trois bandes de gueules, au 2e de gueules à deux fasces d'or, au 3e d'azur au pal d'argent émoussé en chef, chargé d'une croisette du Temple de gueules dans l'arrondi et accosté de deux trèfles d'or. |
| Blason de Épreville-près-le-Neubourg | Détails | Le statut officiel du blason reste à déterminer. |